# هند والدكتور نعمان (مسلسل)
هند والدكتور نعمان هو مسلسل تلفزيوني درامي اجتماعي مصري أُنتج وبُث في 1984 ، من إخراج رائد لبيب، وبطولة كمال الشناوي. دُبلج إلى اللغة التركية في 1985؛ وقال مُخرجه أنه أول مسلسل مصري يدبلج بالتركية؛ كما بُث في ألمانيا وماليزيا. 

## القصة
يدور هذا المسلسل في إطار اجتماعي حول علاقة الأحفاد والأجداد، حيث يبدأ بخلاف بين ابنة الدكتور نعمان وزوجها حول من يقوم برعاية ابنتهما هند اثناء غيابهما ويقررا تركها في كنف الجد، وهنا تبدأ الكثير من المفارقات المضحكة والتي لا تخلو من جو بوليسي لكون هند رأت جريمة قتل وهي الشاهدة الوحيدة فيها، ويبدأ صراع داخلي لدى جدها بين رغبته في حمايتها وحرصه أيضا على الحقيقة حتى تصل ابنته في اخر المسلسل وتأخذ هند وحينها يعرف كم التغيير الذي فعلته به هند، حيث جعلته يهتم أكثر بالآخرين بدلا مما كان عليه قديما من انطوائية الطبع.

## الممثلون
- كمال الشناوي: نعمان
- رجاء الجداوي: شادية
- مجدي وهبة: الدكتور النفسي
- حسين الشربيني: سمير
- أحمد راتب: عماد البرشومي
- سلوى خطاب: صفاء
- زوزو نبيل: بدرية
- الطفلة ليزا (ليزا شحاتة كامل): هند جلال [3][4]

## فريق العمل
- إخراج: رائد لبيب
- إنتاج: الشركة العربية للإنتاج الإعلامي (الرياض)
- قصة وسيناريو وحوار: لينين الرملي
- موسيقي تصويرية: منير الوسيمي
- مدير التصوير: عادل عبد العظيم، محمد السيد
- مدير الإنتاج: محمد مصطفى
- مونتاج: ممدوح أبو الفتوح
- تم التصوير في استوديوهات زيني فيلم في سوسة، تونس. [3][4]

## مسلسل أجنبي
تزامن مع هذا المسلسل إنتاج وبث مسلسل أمريكي له قصة مشابهة، اسمه «بنكي بروستر» Punky Brewster، بدأ بثه في 19 سبتمبر من نفس العام.